# La Famille (Schiele)
Pour les articles homonymes, voir La Famille.
La Famille  (en Allemand « Die Familie ») est le dernier tableau du peintre et dessinateur Egon Schiele réalisé en 1918. 

## Description
Ce tableau inachevé sur lequel le peintre a travaillé quelques jours avant sa mort est a priori le dernier tableau d'Egon Schiele. Le tableau représente un couple accroupi, dont le peintre en autoportrait, et un bébé qui a certainement été ajouté lorsque le peintre apprend que sa femme, Edith, est enceinte. Le titre de cette peinture était initialement Couple accroupi, mais a ainsi été renommé La Famille. Pour ce tableau, le peintre n'a pas fait appel à sa femme qu'il a pourtant beaucoup représentée mais à Wally Neuzil, son ex-compagne. Ce tableau représente une famille qui n'existe pas. L'enfant représenté ne verra en effet jamais le jour. Édith meurt le 28 octobre, alors enceinte de six mois, suivie par Egon, trois jours plus tard, le 31 octobre 1918, tous deux de la grippe espagnole.

## Postérité
Le tableau fait partie des « 105 œuvres décisives de la peinture occidentale » constituant le musée imaginaire de Michel Butor.